# جون بوب
جون بوب (بالإنجليزية: John Pope)‏ (و. 1822 – 1892 م) هو ضابط أمريكي، ولد في لويفيل، كنتاكي، بدأ مشواره المهني سنة 1842، ويحمل رتبة عسكرية فريق أول، توفي في ساندوسكي، أوهايو، عن عمر يناهز 70 عاماً.

## التعليم
تعلم في الأكاديمية العسكرية الأمريكية
.

## الخدمة العسكرية
خدم في جيش الاتحاد، وخدم في القوات البرية للولايات المتحدة.

## روابط خارجية
- جون بوب على موقع الموسوعة البريطانية (الإنجليزية)
- جون بوب على موقع إن إن دي بي (الإنجليزية)